# Pejdlova Rosička
Pejdlova Rosička (dříve Rosička a v letech 1921–1990 Rosíčka, německy Rositschka) je malá vesnice, část obce Jarošov nad Nežárkou v okrese Jindřichův Hradec. Nachází se tři kilometry severovýchodně od Jarošova nad Nežárkou. Pejdlova Rosička je také název katastrálního území o rozloze 1,64 km².

## Historie
První písemná zmínka o vesnici pochází z roku 1654.

## Obyvatelstvo
| Rok            | 1869 | 1880 | 1890 | 1900 | 1910 | 1921 | 1930 | 1950 | 1961 | 1970 | 1980 | 1991 | 2001 | 2011 | 2021 |
| -------------- | ---- | ---- | ---- | ---- | ---- | ---- | ---- | ---- | ---- | ---- | ---- | ---- | ---- | ---- | ---- |
| Počet obyvatel | 66   | 71   | 71   | 60   | 61   | 58   | 50   | 14   | 30   | 16   | 14   | 12   | 8    | 9    | 4    |
| Počet domů     | 9    | 9    | 9    | 9    | 9    | 9    | 9    | 9    | 9    | 6    | 6    | 9    | 9    | 9    | 9    |

## Obecní správa
Při sčítání lidu v letech 1850–1976 Pejdlova Rosička byla osadou obce Hostějeves v okrese Jindřichův Hradec. Od 30. dubna 1976 do 31. prosince 1979 byla částí obce Zdešov v okrese Jindřichův Hradec. Od 1. ledna 1980 je částí obce Jarošov nad Nežárkou v okrese Jindřichův Hradec.

## Galerie

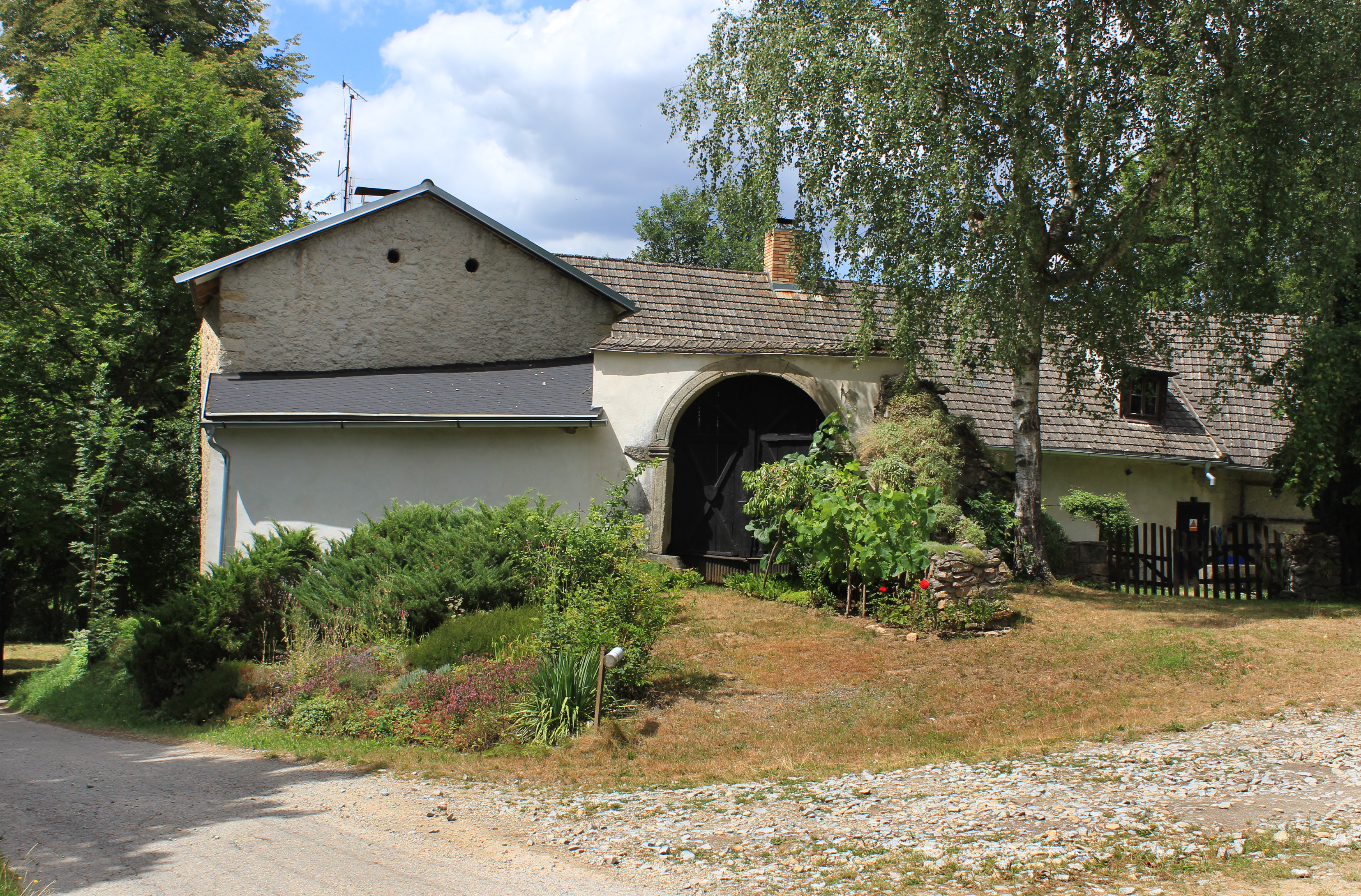
Přestavěná tvrz
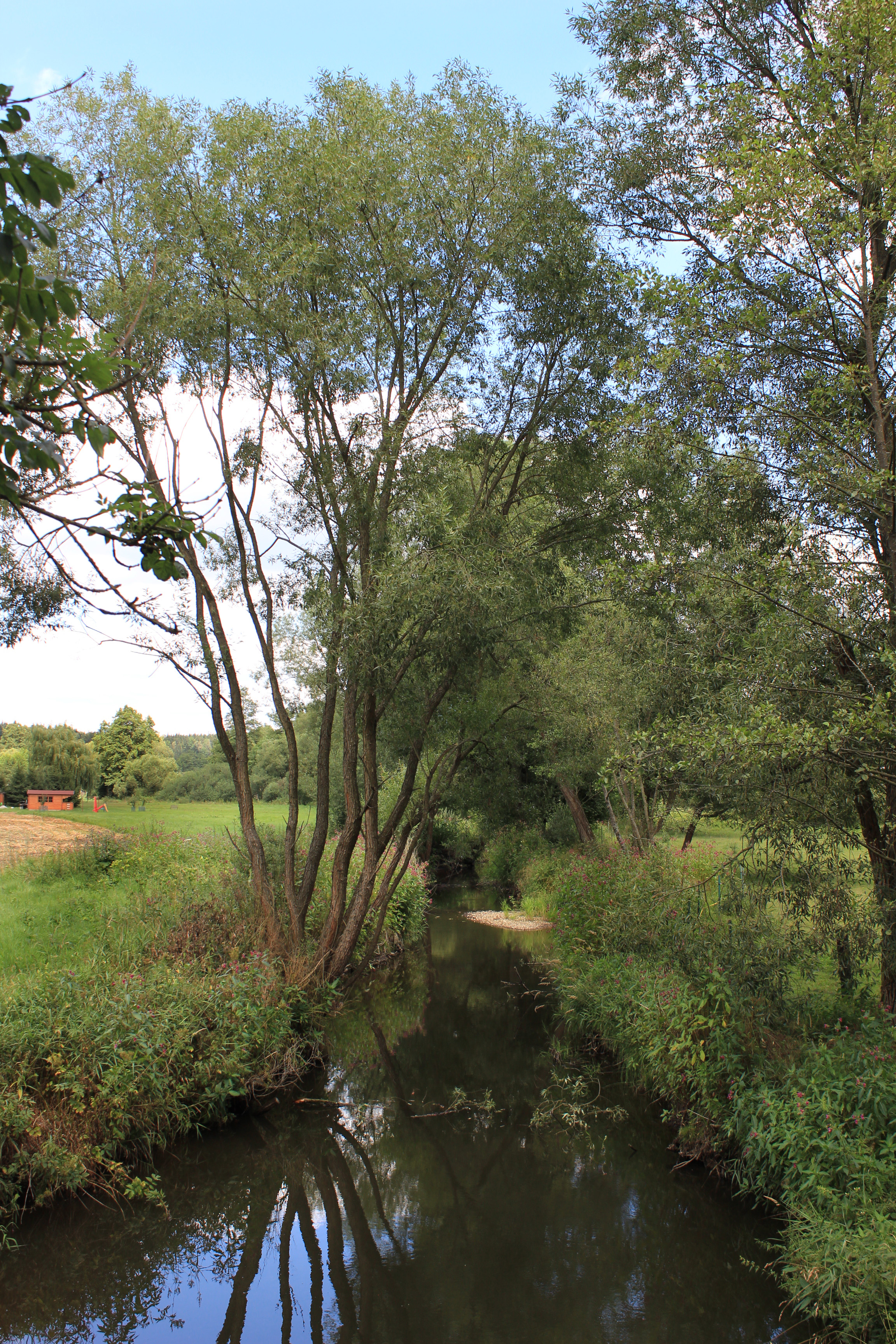
Říčka Žirovnice
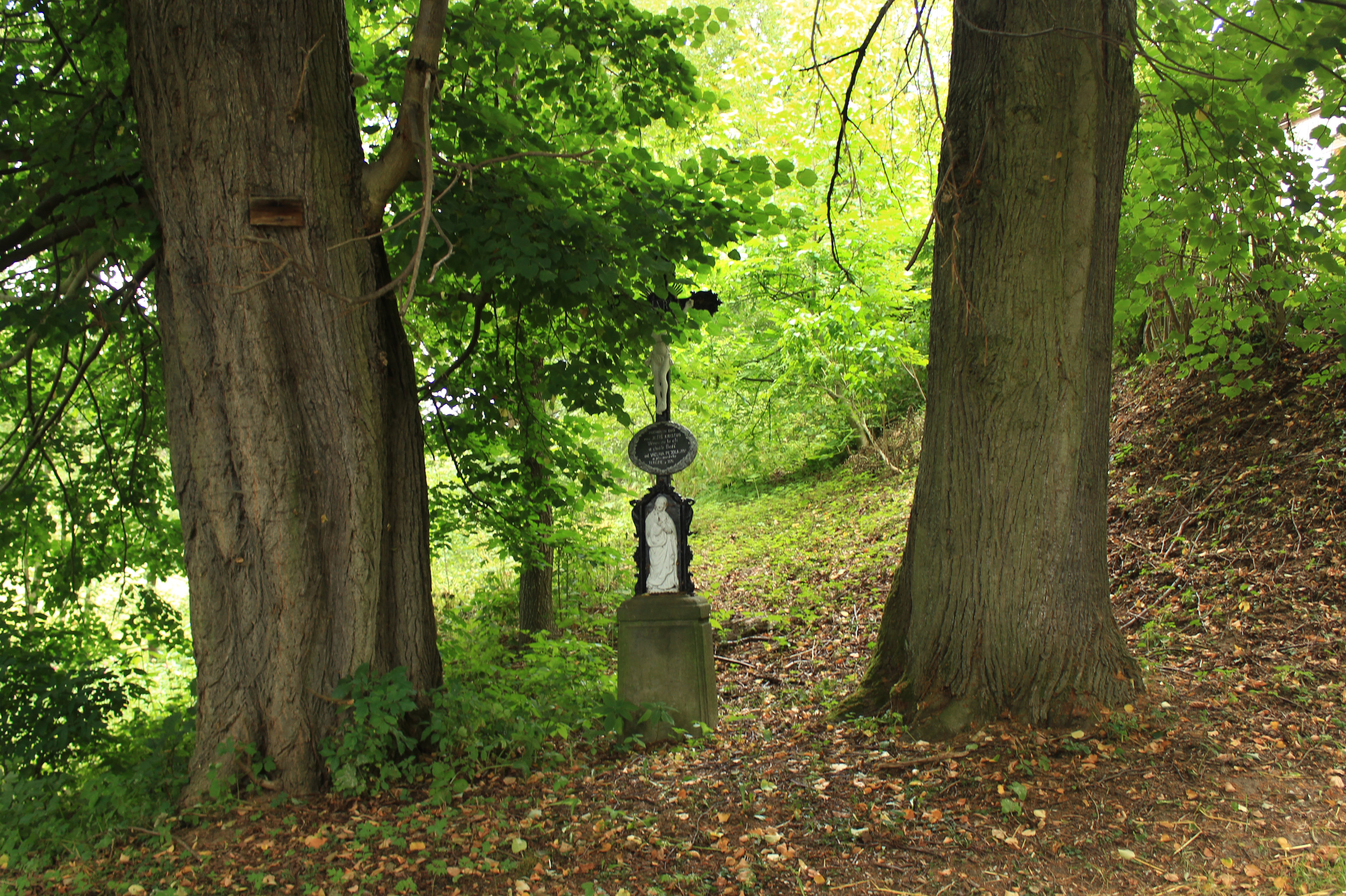
Křížek mezi památnými lipami